# Schulthessiella
Schulthessiella is een geslacht van rechtvleugeligen uit de familie Thericleidae. De wetenschappelijke naam van dit geslacht is voor het eerst geldig gepubliceerd in 1914 door Bolívar.

## Soorten
Het geslacht Schulthessiella omvat de volgende soorten:
- Schulthessiella difficilis Descamps, 1977
- Schulthessiella forficata Descamps, 1977
- Schulthessiella longicornis Descamps, 1977
- Schulthessiella minuta Schulthess Schindler, 1909
- Schulthessiella odzaniae Descamps, 1977
- Schulthessiella sellata Descamps, 1977